# Laurence Geai
Laurence Geai est une photojournaliste et photographe de guerre française, née le 25 mai 1984.
Elle est lauréate du grand prix Les femmes s’exposent en 2020 et d’un World Press Photo en 2021. Elle est représentée par l'agence MYOP.

## Biographie
Laurence Geai décide de devenir photojournaliste en 2013, après des études de commerce à l'E.S.C.E., un court passage dans la mode et une expérience dans le journalisme audiovisuel,.
En mars 2013, elle réalise un premier reportage en Syrie.
Depuis 2014, photographe à l'agence Sipa Press, elle suit la vie des migrants aux portes de l'Europe et en France, tout en continuant à couvrir certaines zones de conflits (Irak, Syrie, Centrafrique, Israël-Palestine, Ukraine),,.
Elle expose à Perpignan son reportage sur la guerre de l’eau en Palestine lors du festival Visa pour l'image de 2016.
Laurence Geai vit et travaille à Paris et collabore avec différents médias, comme Le Monde, Le JDD, Polka Magazine, L'Obs, Le Figaro, Paris-Match, La Vie, The Washington Post, Newsweek, etc. Depuis janvier 2022, elle est membre de l’agence MYOP.

## Publications
- « L'impossible retour des déplacés de Rakka », dans : Le Monde, 2016.
- « À Genève, le régime Assad en force », dans : Le Monde, 2016.
- « Laurence Geai », dans : Polka, n° 32, nov. 2015-janv. 2016, p. 12.
- Laurence Geai, « Souraj ou la nouvelle vie », dans : Polka, n° 40, hiver 2017, p. 82-87.

## Prix et récompenses
- 2017 : Prix Polka Magazine[3].
- 2020 : Grand Prix du festival Les femmes s'exposent pour son sujet sur le sort de membres supposés de Daesh en prison, réalisé pour le quotidien Le Monde[7].
- 2021 : World Press Photo, General News, Stories, 3e prix pour son reportage sur la pandémie de Covid-19 en France[8].
- 2022 : Prix Varenne / Canon, « prix photo catégorie nationale »[9]
- 2023 : Prix Anja Niedringhaus Courage In Photojournalisme[10]

## Documentaire
- « Virus, regards de photographes », avec Éric Bouvet, Corentin Fohlen, Laurence Geai, Antoine d’Agata et Peter Turnley, film documentaire d’Anouk Burel, LCP, 2021, 51 min[11].